# Wapen van Duffel

Het wapen van Duffel

Het wapen van Duffel is het heraldisch wapen van de Antwerpse gemeente Duffel. De gemeente heeft twee wapens gekend. Het eerste wapen werd op 22 maart 1920 per Koninklijk Besluit aan de gemeente toegekend. Het huidige wapen is op 4 april 1995, nu per Ministerieel Besluit, toegekend. Het wapenschild is gelijk gebleven, aan het wapen werden alleen de twee schildhouders toegevoegd.

## Blazoenering
Het wapen van de gemeente Duffel is meermalen aangepast, hierdoor zijn er verscheidene blazoeneringen van het gemeentewapen. Die van het eerste wapen luidt als volgt:
D'or, à trois pals de gueules, au franc canton d'hermines, la dite portant cinq mouchetures en sautoir.
Het wapen is van goud met daarop drie rode, verticale banen. In een zilveren vrijkwartier staan vijf hermelijnstaartjes in de vorm van een schuinkruis.
Tweede wapen
Gedeeld het eerste van goud met drie palen van keel met het vrij kwartier van zilver beladen met vijf hermelijnvlokjes schuin kruislings geplaatst en het tweede van keel met drie lelies van zilver zonder voet.
Het tweede wapen is gedeeld, het eerste veld is gelijk aan het oude wapen. Het tweede veld is geheel rood van kleur met daarop drie van de voeten beroofde, zilveren, fleur de lys.
Derde wapen
Gedeeld, 1 van goud met drie palen van keel met het vrij kwartier van zilver beladen met vijf hermelijnvlokjes schuin kruislings geplaatst en 2 van keel met drie lelies van zilver.
Dit wapen is gelijk aan het vorige wapen, met twee verschillen. Het eerste betreft het vrijkwartier, dat nu alleen betrekking heeft op de rechterhelft, in plaats van op het hele wapen en dus net als bij het eerste wapen alleen over de meest rechterpaal geplaatst is. Het tweede verschil zijn de voeten van de Franse lelies, de lelies hebben nu voeten.
Vierde wapen
De huidige blazoenering luidt als volgt:
Gedeeld 1. in goud drie palen van keel en een schildhoek van zilver beladen met vijf hermelijnstaartjes schuinkruisgewijze geplaatst 2. in keel drie lelies van zilver.
Bij dit wapen is alleen de beschrijving aangepast, het wapen is gelijk aan het voorgaande wapen.

## Geschiedenis
De omgeving van Duffel behoorde tot het eigendom van de familie Berthout. Wat nu Duffel is, lag toen verspreid over drie gebieden: Duffel-Perwijs, Duffel-Land van Mechelen en Duffel-Voogdij. De eerste twee behoorden tot gebieden van de Berthouts, Duffel-Voogdij behoorde tot de Abdij van Nijvel. Floris van Merode-Deinze, uit het Huis Merode, verkreeg de drie heerlijkheden in 1571. Zijn opvolgers behielden de drie heerlijkheden tot op het einde van het ancien régime.
De drie heerlijkheden hadden elk een eigen wapen, dat in het wapen van Duffel ook terugkomt. Duffel-Perwijs voerde een wapen gelijk aan de eerste helft: in goud drie palen van keel met in een zilveren vrijkwartier vijf hermelijnstaartjes schuinkruisgewijs. Duffel-Land voerde het wapen van de Berthouts: goud met drie palen van keel. Duffel-Voogdij voerde een abtsstaf beladen met een hartschild van keel met daarop drie fleur de lys van zilver. Dit schild is het wapen van de heren van Wezemaal.
Het wapen dat in 1851 aan de gemeente Duffel toegekend werd, was gelijk aan dat van Duffel-Perwijs, omdat die heerlijkheid het grootste grondgebied had. In 1927 vroeg de gemeente een aanpassing aan het wapen aan, zodat alle drie de heerlijkheden vertegenwoordigd zouden zijn op het wapen. In het jaar volgend kreeg de gemeente een aangepast wapen. Het wapen dat verleend werd, was met voetloze fleur de lys. Dit betrof een letterlijke vertaling van het Franse fleurs de lys au pied coupé. In het Nederlands zijn dat staande lelies, met driehoekige voeten, in plaats van geen. Omdat op het zegel van Duffel-Voogdij gewone lelies staan, werden die in 1952 op het wapen geplaatst. Ook werd de blazoenering aangepast, zodat er niet langer zonder voet in het Koninklijk Besluit staat. Het huidige wapen is gelijk aan het wapen van 1952 en werd in 1993 per ministerieel besluit bevestigd.

## Overeenkomstige wapens
Op historische gronden kan het wapen van Duffel vergeleken worden met de volgende wapens:

Het wapen van de familie Berthout
Het wapen van Geel
Het wapen van Aartselaar
Het wapen van Laakdal
Het wapen van Retie